# Muráň (Wielka Fatra)
Muráň (1050 m) – skaliste wzniesienie i rozdroże szlaków turystycznych w Wielkiej Fatrze na Słowacji. Znajduje się w krótkiej grzędzie odbiegającej na północny zachód od grzbietu łączącego szczyty Zadná Ostrá (1247 m) i Bágľov kopec. Jest to niepozorne wzniesienie, ale ma znaczenie orientacyjne, gdyż znajduje się pod nim rozdroże szlaków turystycznych. Muráň wznosi się w północno-wschodnim zamknięciu doliny Konský dol.  
Muráňem nazywa się również cały kompleks wapiennych skał tworzących północno-wschodnie zamknięcie doliny Konský dol. Są to pionowe lub przewieszone skały z olbrzymimi okapami i nyżami. Prowadzi obok nich szlak turystyczny
Muráň znajduje się w obrębie rezerwatu przyrody Tlstá.

## Szlaki turystyczne
rozdroże w Gaderskiej dolinie (dolne) – Konský dol – Muráň (1050 m). Odległość 4,2 km, suma podejść 550 m, czas przejścia 1:40 h, z powrotem 1:10 h.
  Muráň – Tlstá – Jaskinia Mažarná – Vápenná dolina – Ustie Vápennej doliny. Odległość 5,4 km, suma podejść 17 m, suma zejść 530 m, czas przejścia 1:35 h, z powrotem 2:05 h.
  Muráň – sedlo Ostrej – Zadná Ostrá. Odległość 2 km, suma podejść 235 m, suma zejść 40 m, czas przejścia 55 min, z powrotem 40 min.